# Tandilia spurcata
Tandilia spurcata är en fjärilsart som beskrevs av Max Wilhelm Karl Draudt 1924. Tandilia spurcata ingår i släktet Tandilia och familjen nattflyn. Inga underarter finns listade i Catalogue of Life.